# Lukáš Urminský
Lukáš Urminský (* 23. červenec 1992 ve Snině) je slovenský fotbalový brankář, od ledna 2016 bez angažmá.

## Klubová kariéra
Svoji fotbalovou kariéru začal v MFK Snina, odkud v průběhu mládeže zamířil do FK Mesto Prievidza. V roce 2010 odešel na hostování do MFK Dubnica. Po roce do týmu přestoupil a propracoval se do prvního týmu. V létě 2011 zamířil hostovat do MFK Nová Dubnica.
Před sezonou 2014/15 podepsal kontrakt s TJ Spartak Myjava, zde skončil po vzájemné dohodě v lednu 2016.